# Головин, Александр Илларионович
Александр Илларионович Головин (1762 — ?) — генерал-майор, участник русско-турецкой войны 1787—1791 годов.

## Биография
А. И. Головин родился в 1762 году, состоял в службе с 1776 года.
Служил капитаном в Днепровском приморском гренадерском полку. Принял участие в русско-турецкой войны 1787—1791 годов, награждён крестами «За взятие Очакова» и «За взятие Измаила».
А. И. Головин упоминается в рапорте А. В. Суворова Г. А. Потёмкину о взятии крепости Измаил от 21 декабря 1790 года в числе отличившихся офицеров Днепровского приморского гренадерского полка:
...Капитаны Шильников и Головин бросились с отменною храбростию из судна и при завладении батареи при поражении неприятеля получили также тяжелые раны...
11 декабря 1790 г произведён в премьер-майоры. 8 сентября 1794 года произведён в подполковники. Был награждён крестом «За взятие Праги». А. И. Головин упомянут в реляции о штурме Праги от 7 ноября 1794 года:
Премьер-майоры... Днепровского приморского гренадерского Александр Головин... оказали храбрость и усердие к службе и трудам...
С 1795 года состоял в 4-м батальоне Черноморского гренадерского корпуса сверх комплекта. Затем переведён в Елисаветградский конноегерский полк.
С 1797 года — подполковник гусарского генерала от кавалерии Дунина полка, в 1798 году произведён в полковники.
11 июля 1799 года назначен командиром гусарского генерал-майора Сухарева полка.
24 октября 1799 года произведён в генерал-майоры и назначен шефом гусарского своего имени полка.
12 апреля 1800 года отставлен со службы.
15 февраля 1801 года принят на службу с назначением состоять по армии и носить мундир гусарского графа Зубова 3-го полка. После воцарения Александра I Головин продолжал состоять по армии.
26 ноября 1802 года награждён орденом Святого Георгия 4-й степени.
Отставлен от службы в июне 1803 года.